# Zonnebeke
Zonnebeke egy közösség a belgiumi Nyugat-Flandria tartományban. Lakosainak száma 12 445 fő (2018. január 1.). Zonnebeke Langemark-Poelkapelle, Ypres, Roeselare, Wervik és Staden községekkel határos.

## Közigazgatás

térkép

| #   | Név        | Terület (ha) | Fő (2014) |
| --- | ---------- | ------------ | --------- |
| I   | Zonnebeke  | 16,55        | 4.472     |
| II  | Beselare   | 14,33        | 2.684     |
| III | Geluveld   | 7,79         | 1.553     |
| IV  | Passendale | 22,22        | 3.152     |
| V   | Zandvoorde | 6,68         | 521       |

## Híres emberek
- Jan Theuninck, (1954–) költő és festőművész

## Galéria

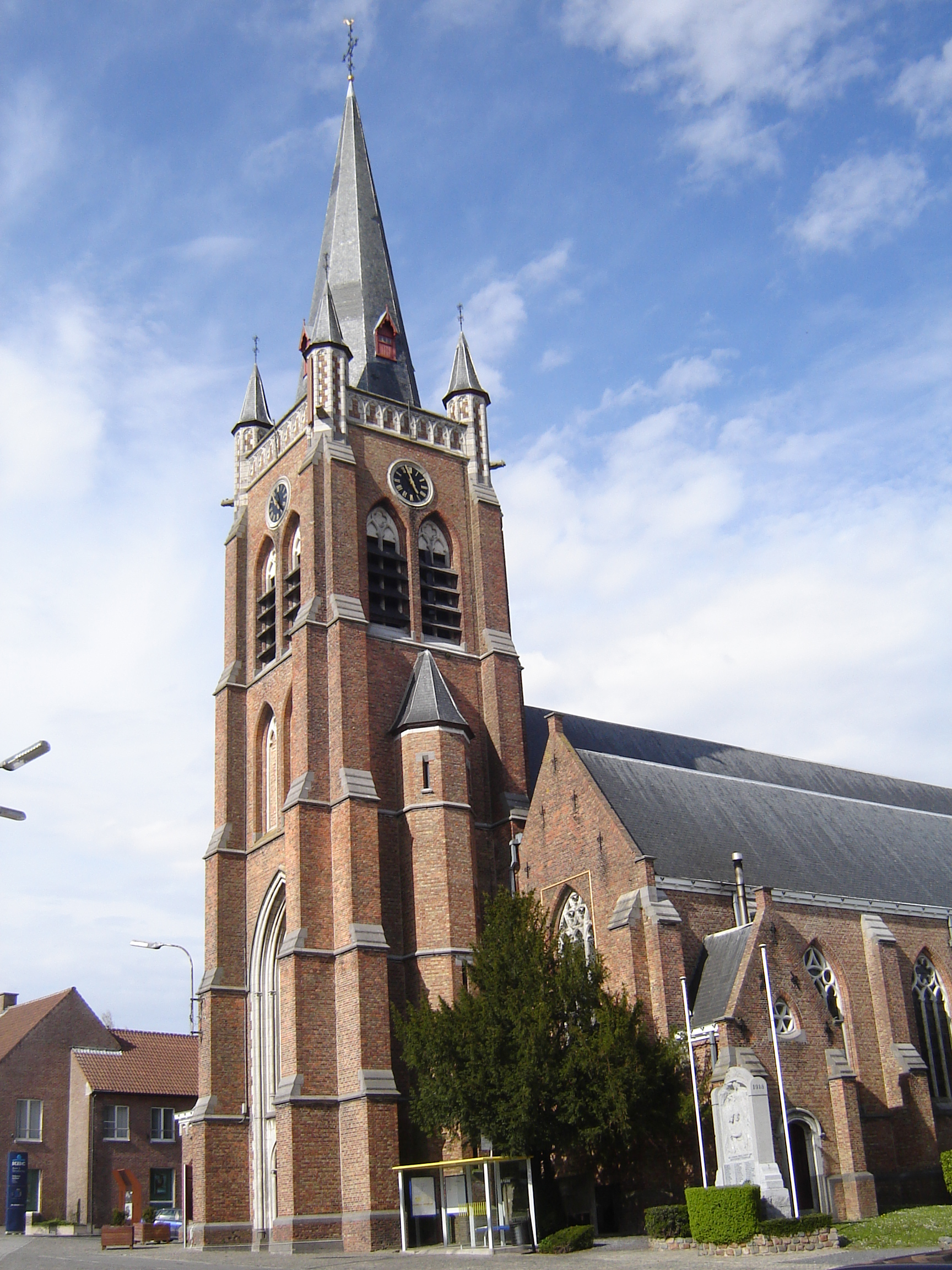
Beselare
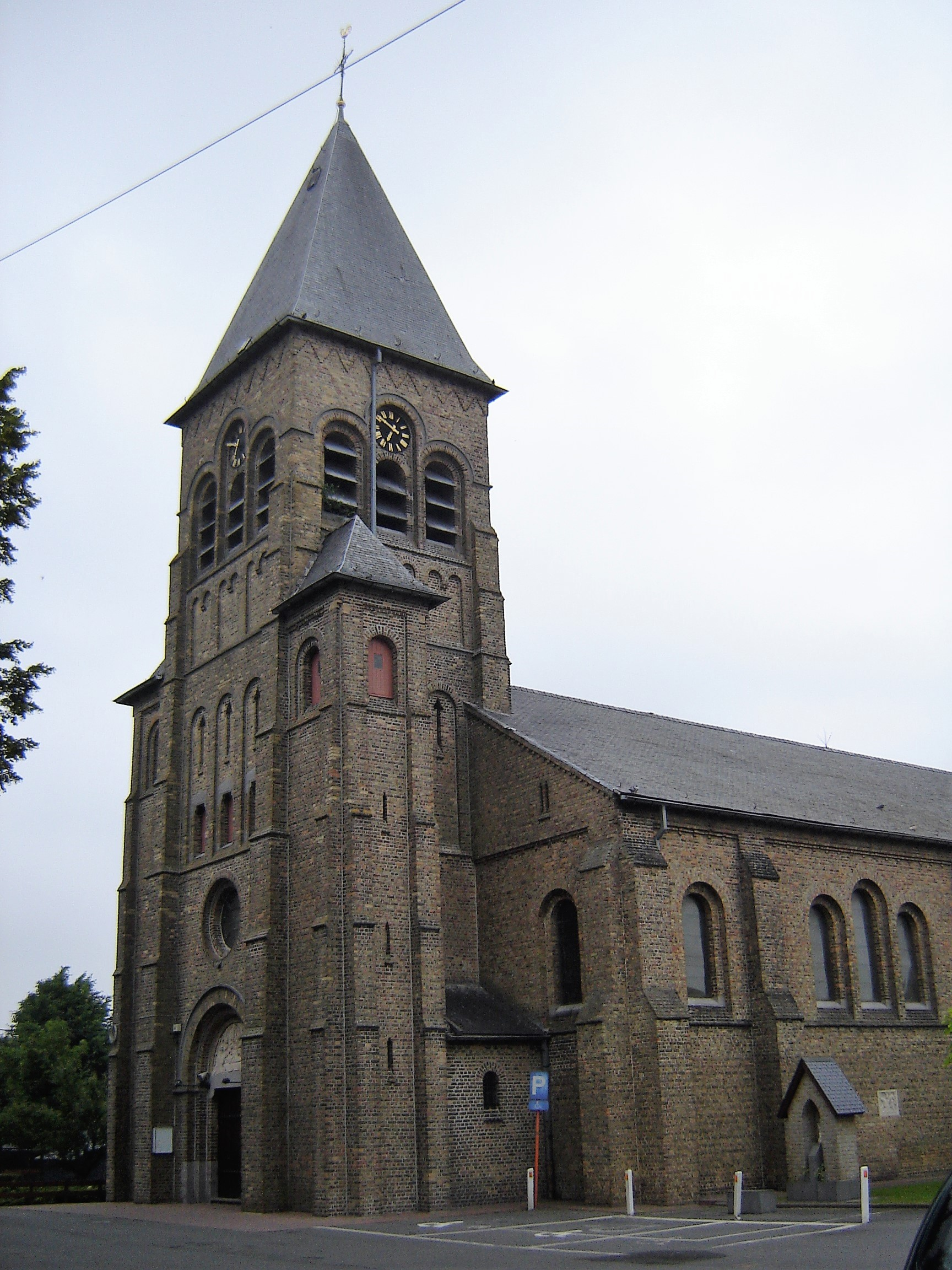
Geluveld
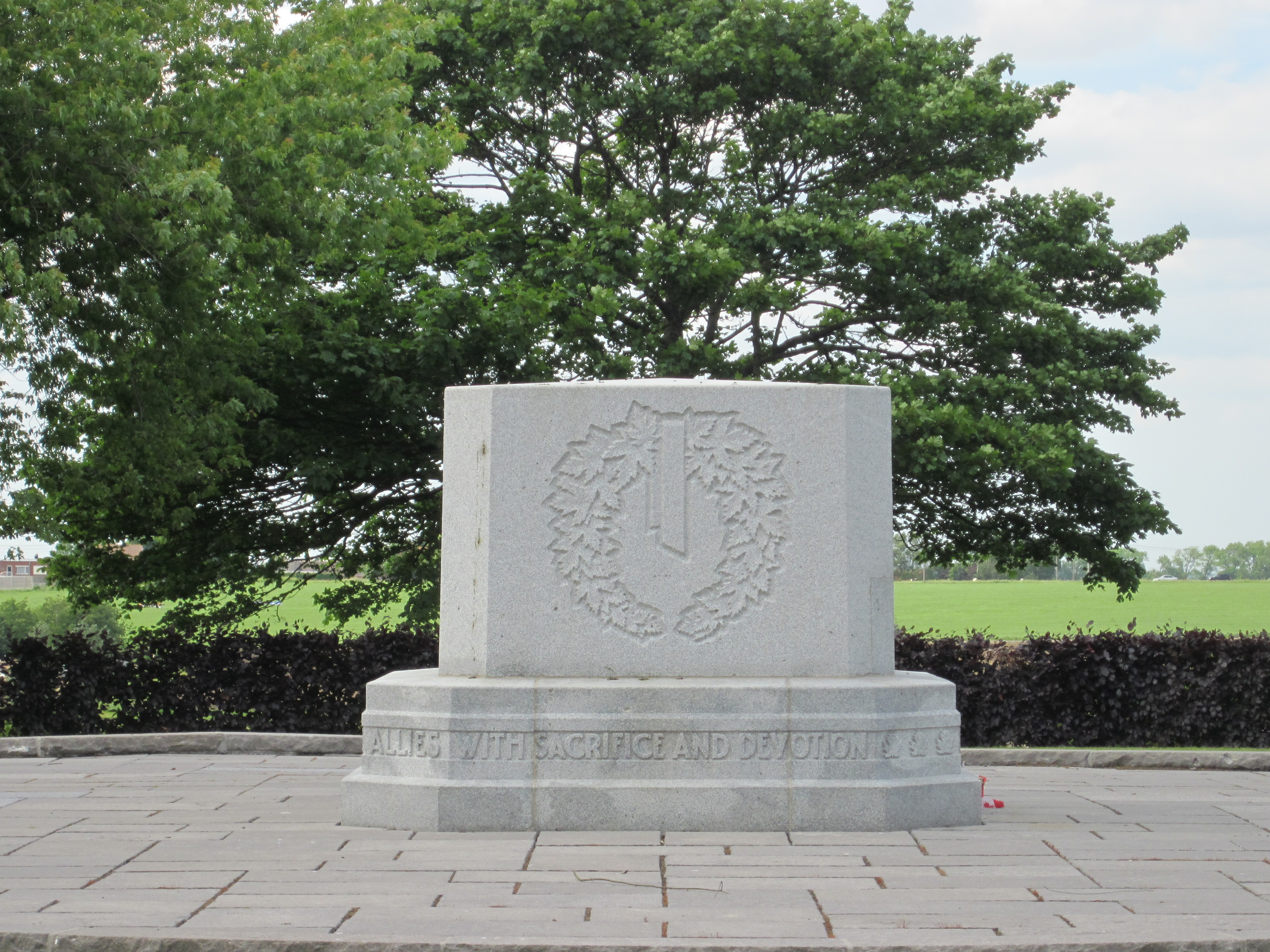
Passchendaele-i kanadai emlékmű
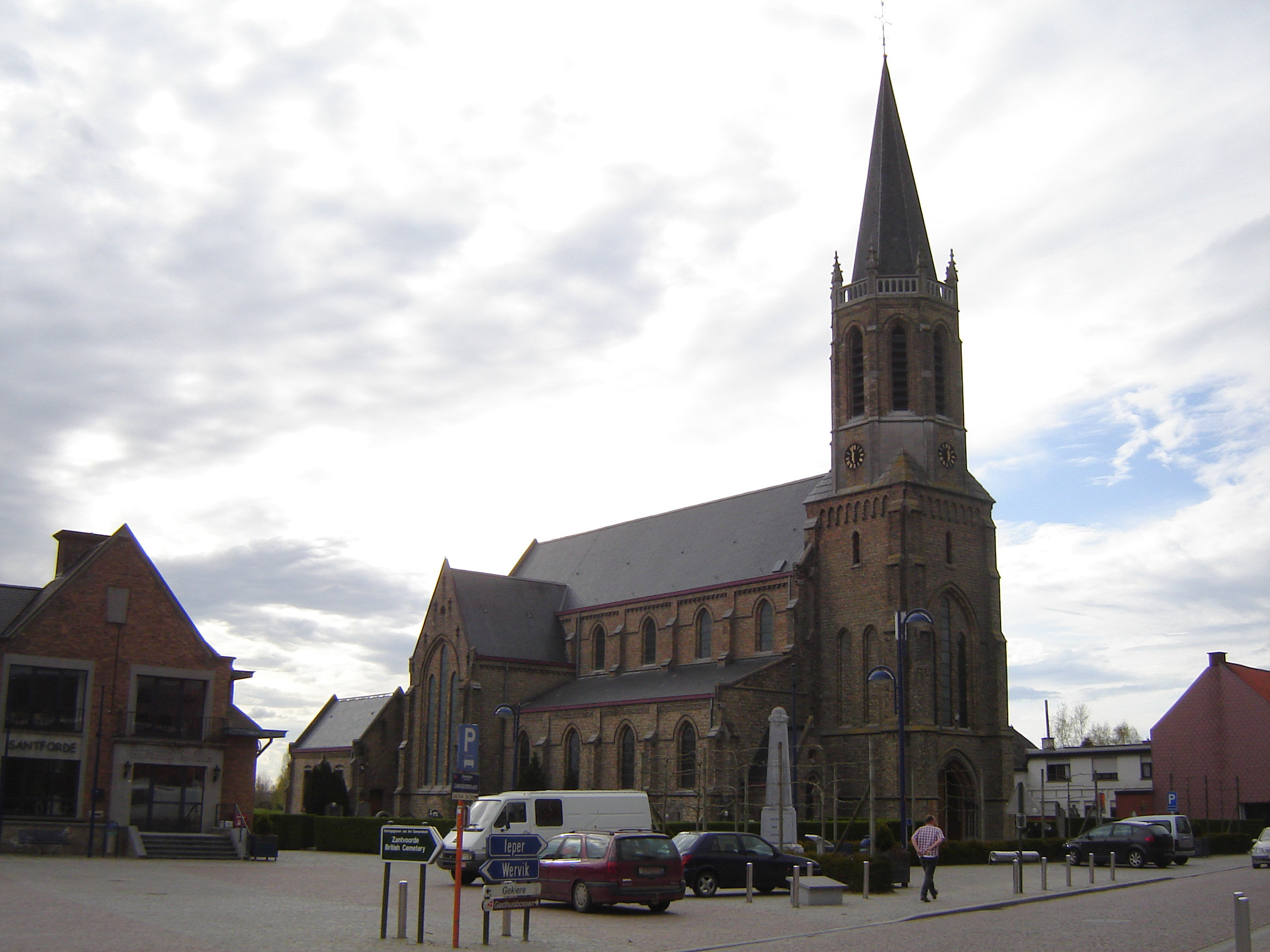
Zandvoorde